# Lasiocercis affinis
Lasiocercis affinis là một loài bọ cánh cứng trong họ Cerambycidae.